# Alpaida cali
Alpaida cali Levi, 1988 è un ragno appartenente alla famiglia Araneidae.

## Etimologia
Il nome della specie si riferisce alla località colombiana di rinvenimento: Cali

## Caratteristiche
L'olotipo femminile rinvenuto ha dimensioni: cefalotorace lungo 1,5mm, largo 1,1mm; il primo femore misura 1,3mm e la patella e la tibia circa 1,5mm.

## Distribuzione
La specie è stata rinvenuta nella Colombia occidentale nei pressi di Cali, capoluogo del Dipartimento di Valle del Cauca.

## Tassonomia
Al 2014 non sono note sottospecie e dal 1988 non sono stati esaminati nuovi esemplari.